# Дуе Кашине (Бијела)
Дуе Кашине је насеље у Италији у округу Бијела, региону Пијемонт.
Према процени из 2011. у насељу је живело 58 становника. Насеље се налази на надморској висини од 286 м.